# Torvmyrespindel
Torvmyrespindel (Synageles hilarulus) är en spindelart som först beskrevs av Koch C.L. 1846.  Torvmyrespindel ingår i släktet Synageles och familjen hoppspindlar. Enligt den svenska rödlistan är arten otillräckligt studerad i Sverige. Arten förekommer i Götaland. Artens livsmiljö är våtmarker. Inga underarter finns listade i Catalogue of Life.